# Вигман, Аренд Фридрих Август
Аренд Фридрих Август Вигман (нем. Arend Friedrich August Wiegmann; 2 июня 1802 года, Брауншвейг, княжество Брауншвейг-Вольфенбюттель, Германо-римская империя — 15 января 1841 года, Королевство Пруссия) — немецкий зоолог и герпетолог.

## Биография
Арендт-Фридрих-Август Вигман сын придворного аптекаря, умер в 1841 году профессором зоологии. Изучал медицину и филологию в университетах Лейпцига и Берлина.
А-Ф-А. Вигман в Берлине работал вместе с Мартином Лихтенштейном. В 1826 году стал профессором зоологии в Берлине, затем через два года получил профессуру в Кёльне. Специализировался на герпетологии. Его учеником был ботаник и зоолог Рудольф Филиппи.

## Сочинения
- Observationes Zoologicae Criticae In Aristotelis Historiam Animalium (диссертация), Берлин (Berlin), 1826;
- «Руководство зоологии» (Handbuch der Zoologie, Берлин (Berlin), 1832) издано совместно с Иоганном Фридрихом Руте, редактировано позднее (по смерти авторов) профессором Францем Германном Трошелем (Digitalisat der 2. Auflage 1843), выдержало много изданий и в свое время считалось одним из лучших руководств[3];
- «Мексиканская герпетология» (Herpetologia Mexicana), Берлин (Berlin), 1834;
- «Архив естественной истории» (Archiv für Naturgeschichte), первое издание 1835.